# Idrimi
Idrimi (Iid-ri-mi) Mukis (Szíria) uralkodója (kormányzója) i. e. 15. század közepén, 1470-1440 körül. A mitannibeli Parattarnával egyidőben élt. Apja a lázadó I. Ilim-ilimma. A lázadást követően Idrimi elmenekült a városból Emarba. Kánaánban gyűjtött hadsereget és tért vissza, majd Mitanni segítségével foglalta el örökségének egy részét. Apja még Halapból kormányozta országát, Idrimi már csak Alalah városát szerezhette vissza, ezzel került át Jamhad ősi székhelye Alahtumba (ma Tell el-Acana). A korábbi Jamhad, amelynek fővárosa Halap (vagy Khalab, ma Aleppó) volt, a hurrik támadásai következtében összeomlott, helyébe annak déli részén a II. Jarimlím által kialakított mukisi territóriumon alakult új amorita állam.
Uralkodása végén ülőszobra törzsére vésette feliratát, amelyben száműzetésének és trónra való visszakerülésének történetét meséli el. A szöveg hibákkal teli akkád nyelven íródott, itt-ott gondolatritmusokat alkalmaz, a szíriai történeti elbeszélő próza egyik legkorábbi emléke. A felirat előzményei a hettita királyfeliratok voltak, s az ószövetségi történetírás felé mutat. Történetileg páratlan értékű forrás az alig ismert kor eseményeihez, többek közt a Kánaánban élő habiru (héber) törzseket említi, illetve Mukisba telepedő kánaánita földművesekről is beszél.
Saját magát így nevezi meg: „Idrimi, a Viharisten szolgája, Alalah Hölgyeinek, Hebatnak és IŠTARnak szolgája”. Az IM logogrammal írt istenség valószínűleg Tessub helyi változata, Haddu, IŠTAR pedig a helyi Ishara (Išḫara) lehet.
Idrimi a hurrita Mitanni fénykorában élt, Parattarna király és Alluvamnasz hettita király kortársa. Bolyongása a térségben Mitanni hódításaiból és a középhettita kor gyengeségéből adódott. A hurrita állam ez időben a Földközi-tenger partjaiig terjeszkedett Észak-Szíria városállamain keresztül, miközben a térség másik potenciális nagyhatalma, a Hettita Birodalom súlyos belső problémákkal küzdött. Idrimi önéletrajza a kelet-anatóliai és észak-szíriai térség korabeli politikai állapotának képét vázolja fel, és betekintést enged a történelem egy érdekes, de máig kevéssé ismert periódusába.
Idrimi Parattarna észak-szíriai hódításai elől menekült el, majd hét év bolyongás után a Kánaánban szervezett seregével tért vissza. Összetűzésekre azonban nem került sor, mert Parattarna segítségével szerezte vissza városát. A szobor felirata szerint 30 évig uralkodott ezután. További fegyveres konfliktusokról nincs adat, a kizzuvatnai Pillijasszal kötött szerződése arra mutat, hogy mindkét uralkodó elfogadta Mitanni főhatalmát.

## Források

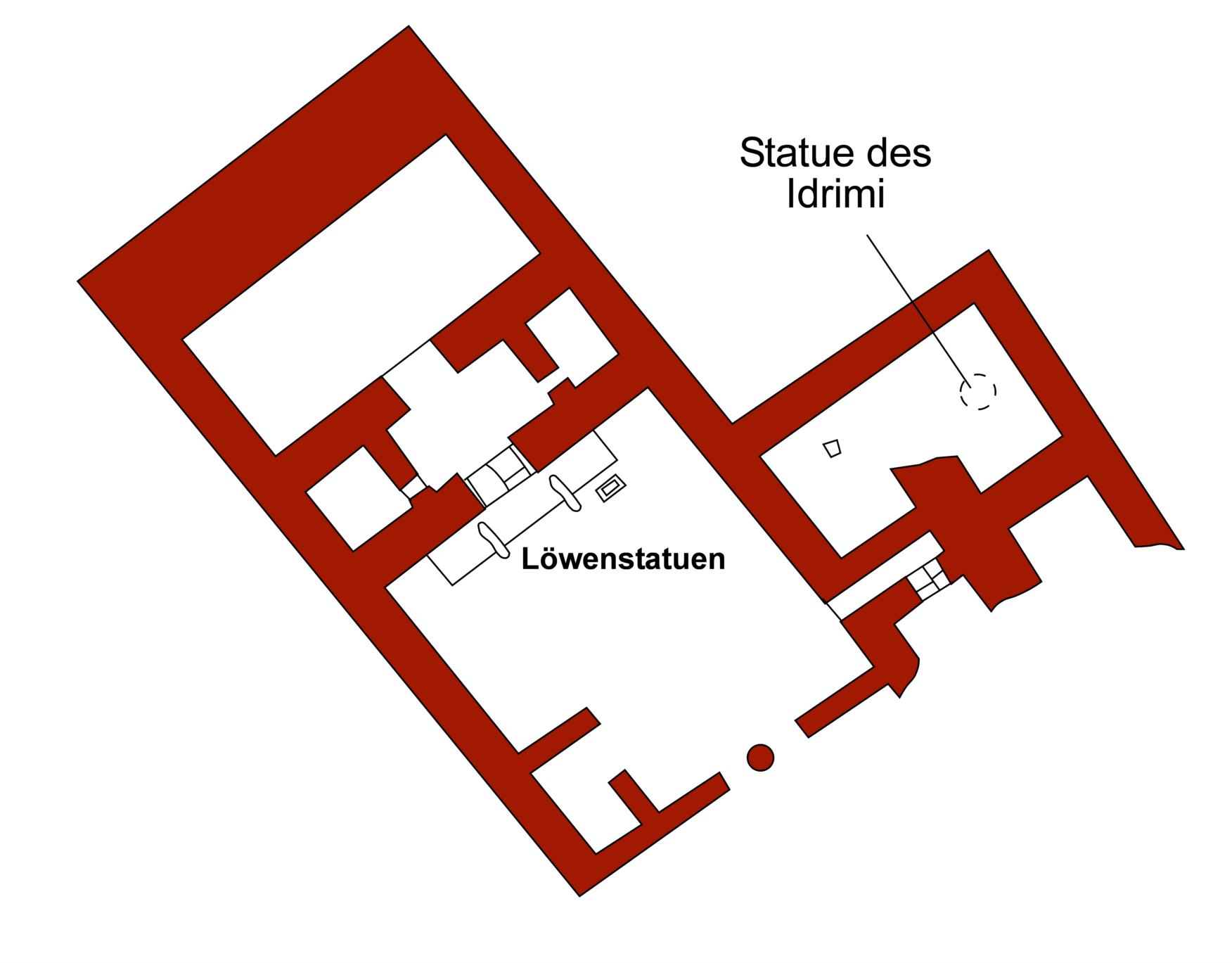
Az alalahi templom alaprajza, amelyben a szobor előkerült

## Külső hivatkozások
- Statue of Idrimi

| Előző uralkodó: I. Ilim-ilimma interregnum (Parattarna) | Mukis királya i. e. 1470 – 1440 körül | Következő uralkodó: Addu-nirári |